# Metallites
Metallites är ett släkte av skalbaggar. Metallites ingår i familjen vivlar.

## Dottertaxa tillMetallites, i alfabetisk ordning[1]
- Metallites ambiguus
- Metallites amoenus
- Metallites anchoralifer
- Metallites aquisextanus
- Metallites aquisextonus
- Metallites atomarius
- Metallites brevipennis
- Metallites carpathicus
- Metallites cristatus
- Metallites cylindricollis
- Metallites damryi
- Metallites doderoi
- Metallites elegantulus
- Metallites fairmairei
- Metallites fulvipes
- Metallites gavoyi
- Metallites geminatus
- Metallites globosus
- Metallites iris
- Metallites javeti
- Metallites lusitanicus
- Metallites mali
- Metallites marginatus
- Metallites modestus
- Metallites mollis
- Metallites murinus
- Metallites obesus
- Metallites ovipennis
- Metallites pallidus
- Metallites parallelus
- Metallites pici
- Metallites pirazzolii
- Metallites pistaciae
- Metallites pruinosus
- Metallites pulchellus
- Metallites punctulatus
- Metallites rutilipennis
- Metallites scutellaris
- Metallites sicanus
- Metallites spiniger
- Metallites tibialis
- Metallites vittiger